# Francesco Stagno d'Alcontres
Francesco Stagno d'Alcontres (Sliema, 10 giugno 1955) è un politico italiano.

## Biografia
Francesco Stagno d'Alcontres è figlio di Don Ferdinando Stagno d'Alcontres Calapaj e di Donna Giovanna Miceli, appartiene alla famiglia dei principi d'Alcontres e Montesalso ed è cugino in primo grado del politico Antonio Martino.
Occupa attualmente la cattedra di Chirurgia plastica dell'università della città dello Stretto.
Esponente di Forza Italia a Messina, è stato eletto alla Camera dei deputati nel 1996 per la prima volta nella XIII legislatura, quando è stato candidato nel collegio maggioritario di Taormina. Riconfermato alla Camera nella legislatura successiva, nello stesso collegio, è stato componente della Commissione Affari sociali e del Comitato per la valutazione delle scelte scientifiche e tecnologiche.
Eletto nel 2006 per un terzo mandato nella XV Legislatura, è stato vicepresidente della Commissione Politiche dell'Unione europea. Nel 2008 rieletto nella XVI Legislatura nelle liste del Popolo della Libertà nel collegio Sicilia 2.
Nell'agosto 2011 va al Gruppo misto, aderendo a Forza del Sud e abbandonando il PdL.
Poco prima del voto sul Rendiconto Generale 2010 D'Alcontres minaccia di non votare più la fiducia al Governo Berlusconi IV se non saranno sbloccati per una piccola cittadina del messinese colpita da forti alluvioni.
L'8 novembre 2011, è uno dei deputati della maggioranza che non vota il Rendiconto Generale dello Stato 2010 portando alla crisi del Governo Berlusconi IV e le rispettive dimissioni del premier.
Il 18 gennaio 2012 alla Camera nasce la componente “Grande Sud-Ppa” che raccoglie tutti i deputati vicini a Forza del Sud finora iscritti al Gruppo misto, non iscritto a nessuna componente. Vi aderiscono 9 deputati: Gianfranco Micciché, Pippo Fallica, Maurizio Iapicca, Ugo Grimaldi, Giacomo Terranova, Marco Pugliese, D'Alcontres, Gerardo Soglia. Aderisce alla componente anche Aurelio Misiti (ex IdV) già Sottosegretario di Stato e Viceministro del Ministero delle Infrastrutture e dei Trasporti del Governo Berlusconi IV, che diventa capogruppo della nuova componente e vicepresidente del Gruppo misto.